# Unchained Horizon
Unchained Horizon ist eine deutsche Heavy-Metal-Band aus Wilhelmshaven.

## Geschichte
Unchained Horizon wurde 2008 von Bernd Doolmann und Sascha Heese als Nachfolgeprojekt der lediglich als Kellerprojekt existierenden Band „Chains of Agony“ gegründet. Christian Kriesch und André Hanzen stießen kurze Zeit später zur Gruppe dazu.
2011 wurde die Debüt-EP Chain Reaction in Eigenregie veröffentlicht. Nur kurz darauf verließ Gitarrist Christian Kriesch die Band aus beruflichen Gründen. Bassist André Hanzen wechselte an die Gitarre und Jörn Hilker vervollständigte die Besetzung am Bass. Im Mai 2012 folgte die zweite EP Shattered Land, auf welcher sich die Band stilistisch vom Hard Rock zum Alternative Metal entwickelte und die von Fanzines gut rezensiert wurde. Im Sommer nahm die Band an der Endausscheidung für den „Jadevision Bandcontest zu Omas Teich“ teil, dessen Gewinner auf dem Omas Teich Festival auftreten darf. Kurz darauf verließ Schlagzeuger Bernd Doolmann die Gruppe und wurde von Lars Misegaes ersetzt. Anfang 2013 nahm die Band am Bandcontest Varel teil und belegte sowohl in der Jurywertung als auch beim Publikumspreis den 2. Platz.
Ebenfalls 2013 kehrte Christian Kriesch zur Band zurück und übernahm die Lead-Gitarre. Im Herbst des gleichen Jahres wurde die dritte EP Coming Home veröffentlicht, welche wieder stärker dem klassischen Heavy Metal zuzuordnen war. 2014 trat die Band auf dem ersten „Wattn Rock Festival“ in Cuxhaven auf und belegten den 3. Platz des „Break the Barriers Contest“.
2017 wurde schließlich das erste Album Last Man Standing veröffentlicht, welches für seine Vielseitigkeit gelobt, aber auch für eine gewisse Sperrigkeit kritisiert wurde. Nach einem Auftritt im Vorprogramm von Mob Rules und b.o.s.c.h. wurde es ab Ende 2018 ruhiger um die Band, welche aus gesundheitlichen Gründen vorläufig pausieren musste. Ende 2019 verließ Lars Miseageas die Band, Anfang 2020 Jörn Hilker. Ihre Plätze nahmen Arne Meinerts und Andi Bauer ein.
Im Juni 2022 unterzeichnete die Band einen Vertrag beim deutschen Label Pure Steel Records. Die Single Stranger wurde am 1. September 2022 veröffentlicht, das Album Fallen Kingdom folgte am 30. September 2022. Das Album erhielt u. a. von Metal Hammer und Legacy sehr gute Bewertungen und wurde stilistisch mit Genregrößen der NWOBHM wie Iron Maiden und Judas Priest verglichen.

## Diskografie
- 2011: Chain Reaction (EP)
- 2012: Shattered Land (EP)
- 2013: Coming Home (EP)
- 2014: Curiosity (Single)
- 2018: Last Man Standing (Album)
- 2022: Fallen Kingdom (Album; Pure Steel Records)